# Agroelymus palmerensis
Agroelymus palmerensis är en gräsart som beskrevs av Ernest Lepage. Agroelymus palmerensis ingår i släktet Agroelymus och familjen gräs. Inga underarter finns listade i Catalogue of Life.